# Bundeselternvertretung der Kinder in Kindertageseinrichtungen und Kindertagespflege
Die Bundeselternvertretung der Kinder in Kindertageseinrichtungen und Kindertagespflege (BEVKi) ist eine bundesweit organisierte Vertretung der Eltern von Kindern in Kindertagesstätten und Kindertagespflege.

## Tätigkeit
Während die Elternvertretungen nur in einigen Bundesländern gesetzlich legitimiert sind, ist die BEVKi im SGB VIII verankert. Sie unterstützt die Elternvertretungen in den Ländern bei der Übernahme ihrer Mitwirkungsrechte und koordiniert die Elternmitwirkung in Kindertagesstätten und Kindertagespflege auf Bundesebene. Im Sprecherkreis sind seit November 2022 Sören Gerulat (Brandenburg), Yvonne Leidner (Schleswig-Holstein), Irina Prüm (Nordrhein-Westfalen), Asif Stöckel-Karim (Rheinland-Pfalz) und Katharina Queisser (Berlin).
Seit der SGB VIII Reform, die 2021 abgeschlossen wurde, ist die BEVKi gesetzlich verankert:

## Mitglieder
In der BEVKi sind jeweils zwei Delegierte aus den gesetzlich legitimierten oder anerkannten Landeselternausschüssen, -verbänden und -vereinen vertreten. Anfang 2023 sind Delegierte aus folgenden Bundesländern vertreten:
- Baden-Württemberg: Landeselternvertretung baden-württembergischer Kindertageseinrichtungen (LEBK-BW)
- Bayern: Netzwerk GEB-KiTa Bayern
- Berlin: Landeselternausschuss Kita Berlin
- Brandenburg: Landeskitaelternbeirat (LKEB)
- Bremen: ZentralElternVertretung
- Hamburg: Landeselternausschuss Kindertagesbetreuung
- Hessen: Landesarbeitsgemeinschaft (LAG) KitaEltern Hessen e. V.
- Mecklenburg-Vorpommern: Kita-Elternrat Mecklenburgische Seenplatte, Elterninitiative Mecklenburg-Vorpommern
- Niedersachsen: Landesinitiative der Kindertageseinrichtung Eltern in Niedersachsen (LiKE)
- Nordrhein-Westfalen: Landeselternbeirat der Kindertageseinrichtungen in NRW e.V. (LEB)
- Rheinland-Pfalz: Landeselternausschuss der Kitas
- Saarland: Landeselternausschuss der Kitas im Saarland
- Sachsen: Stadtelternbeirat Dresden, Stadtelternrat Chemnitz, Gesamtelternrat Leipzig
- Sachsen-Anhalt: Landeselternvertretung
- Schleswig-Holstein: Landeselternvertretung der Kitas
- Thüringen: Landeselternvertretung Kindertagesstätten

## Mediale Präsenz
Im Zuge der Corona-Pandemie erlangte die Bundeselternvertretung der Kinder in Kindertageseinrichtungen und Kindertagespflege mediale Präsenz und deutschlandweite Bekanntheit. So waren die Sprecher der Organisation vermehrt in Nachrichtensendungen und Talkshows zu Gast.